# 学校へ行けなかった私が「あの花」「ここさけ」を書くまで
『学校へ行けなかった私が「あの花」「ここさけ」を書くまで』（がっこうへいけなかったわたしが あのはな ここさけ をかくまで）は、脚本家・岡田麿里によるエッセイ的自伝。文藝春秋より2017年4月12日に刊行された。アニメ『あの日見た花の名前を僕達はまだ知らない。』『心が叫びたがってるんだ。』の脚本を手掛けた著者が、小学生で引きこもりとなってから外の世界に出て脚本家となるまでを綴った著者初の自伝。
2018年9月、NHK BSプレミアムにて、岡田自身の脚本により前田敦子主演で単発の実写ドラマ化され、「特集ドラマ」として放送された（後述）。 

## 執筆背景
日本の連続テレビアニメ作品群の中にあって、主にハイターゲット（青少年 - 成人）のアニメファン向けである深夜アニメの脚本を中心に執筆してきた岡田は、代表作と言われるようになった『あの日見た花の名前を僕達はまだ知らない。』（以下「あの花」）を執筆後、長編アニメ映画『心が叫びたがってるんだ。』（以下「ここさけ」）の脚本に取り掛かった。「ここさけ」完成後、彼女の故郷である埼玉県秩父で行われた上映会にて起こったトラブルに遭遇した岡田は自身の過去と原体験（オリジン）に向き合う。この自伝はそのようなキッカケから、かつて自分は「引きこもり」の少女であったと読者に告白した彼女がいかにして「外の世界」に出、アニメ脚本家となったかを、事実と少々のフィクションも混じえて執筆された。

## 書誌情報
- 学校へ行けなかった私が「あの花」「ここさけ」を書くまで（2017年4月12日、文藝春秋、ISBN 978-4-16-390632-4）

## テレビドラマ
「特集ドラマ」としてNHK BSプレミアムで2018年9月1日の22時から23時29分に放送された。主演は前田敦子。岡田初のテレビドラマ脚本により、「聖地」埼玉県秩父市を中心に1か月間かけて撮影された実写映像とアニメ作品の映像をコラージュした斬新な編集によって制作された。
岡田自身が脚本を執筆するスペシャルドラマ形式で放送。ドラマ化にするにあたり岡田及び家族や関係する人物は架空の名に置き換わっており、実話を基にしたフィクションとなっている。

### キャスト
- 坂田安喜子 - 前田敦子[5]（幼少：石井心咲）
  - 主人公。引きこもりだった小学生を経て不登校気味の高校生時代に「言葉を人に伝える」事を知る。やがてアニメ脚本家への道を歩んでいく。岡田の分身的女性。
- 坂田紀子（安喜子の母） - 富田靖子
  - 安喜子が幼い頃に夫とは離婚。引きこもりの娘をどう育てようか苦心する。
- 福岡護（安喜子の恋人） - 大東駿介
  - 成長し、駆け出しの脚本家となった安喜子の七転八倒な苦闘を優しく支える。
- 中山 ‐ 浜野謙太
- 今井 - 長井短
- 大塚公平（安喜子の高校時代の担任） - 温水洋一
- 星野 - 野間口徹
- 月島和夫（アニメ「エイドリアン」監督） - 田中要次
- 川俣しのぶ
- 赤星昇一郎
- 木崎 - 須田邦裕
- 湯本 - 水橋研二
- 坂田宗久（安喜子の祖父） - 本田博太郎
  - 顔は怖いが家族への愛情は深い。孫である安喜子の行く末を心配している。

他

### スタッフ
- 原作 - 岡田麿里『学校へ行けなかった私が「あの花」「ここさけ」を書くまで』
- 脚本 - 岡田麿里
- 音楽 - 橋本由香利
- 主題歌 - 佐伯ユウスケ「ナニやってんだろうな」
- 劇中アニメ制作 - 青木純
- 制作統括 - 落合将
- デスク - 上田明子[1]
- 演出 - 藤並英樹
- 制作・著作 - NHK